# Jardín Botánico de Williamsburg
El Jardín Botánico de Williamsburg en inglés : Williamsburg Botanical Garden es un jardín botánico de una hectárea ( 2 acres) de extensión, administrado por un comité sin ánimo de lucro, de la comunidad de Williamsburg (Virginia). 

## Localización
Williamsburg Botanical Garden
"Ellipse Garden" en Freedom Park, en el 5535 de Centerville Road, Williamsburg (Virginia).
Virginia 22182 EE. UU.
Se encuentra abierto al público diariamente, sin ninguna tarifa de entrada. 

## Historia
El comité de administración del botánico fue establecido en 2001. 
Con fecha de otoño del 2006, el jardín sí mismo ocupa un sitio temporal en el "Ellipse Garden" del parque de la libertad ("Freedom Park"), aunque sus administradores están procurando asegurar una localización más grande, y permanente.

## Colecciones
El jardín botánico situado en el Ellipse Garden contiene más de 2,000 árboles, arbustos y otras plantas agrupadas en varias colecciones :
- Jardín de las mariposas
- Jardín de hierbas
- Jardín de plantas nativas de Virginia
- Arriate de plantas perennes
- Coníferas
- Helechos
- Humedal
- Pradera de plantas silvestres